# مالکیت هوایی

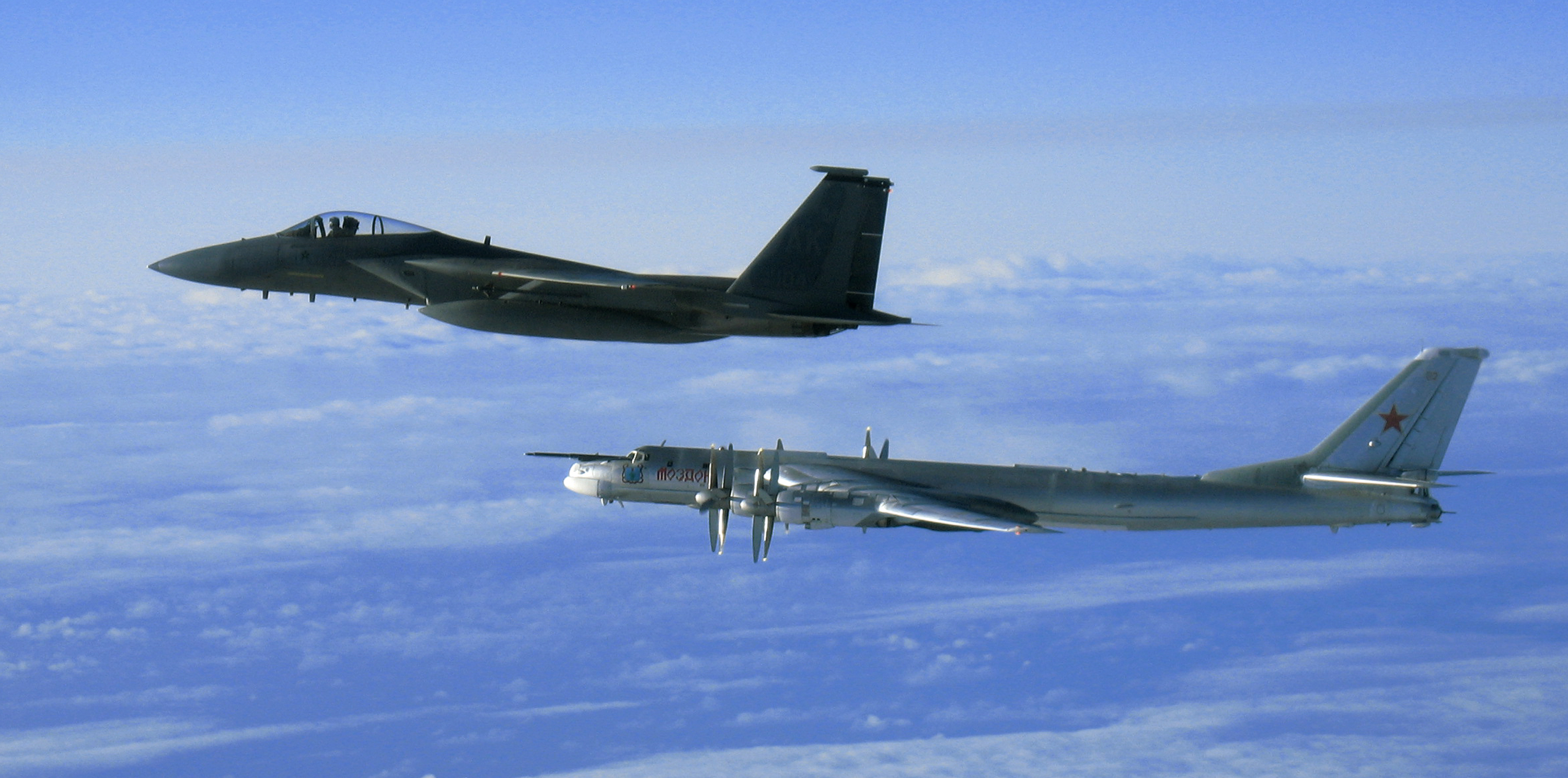
هواپیمای جنگنده مک دانل داگلاس F15 نیروی هوایی آمریکا در حال اسکورت هواپیمای بمب افکن توپولوف Tu_95MS نیروی هوایی روسیه بر فراز آلاسکا ۲۸ سپتامبر ۲۰۰۶.

مالکیت هوایی حق اساسی هر کشور مستقل برای تنظیم مقررات استفاده از مرز هوایی و اعمال حقوق هوایی خود است که در صورت لزوم آن را به وسیله ناوگان هواپیمای جنگنده خود اعمال می‌کند.
فضای بالای خشکی و آب‌های سرزمینی هر کشور شامل قوانین مالکیت هوایی می‌شوند. ارتفاع بالاتر از ۵۰۰ پا (۱۵۲/۵ متر) در املاک شخصی و تمام مناطق عمومی شامل قوانین مالکیت هوایی می‌شود. بر اساس معاهده هواپیمایی کشوری بین‌المللی پرواز بعضی از هواپیمای مسافربری در کشورهای عضو سازمان ملل متحد نیاز به مجوز از پیش صادر شده ندارد. در آمریکا به "ماموریت‌های نظامی برای مالکیت هوایی"، "اخطار مالکیت هوایی" گفته می‌شد که در سال ۲۰۱۱ به " اخطار کنترل هوافضا" تغییر نام داد. هم‌اکنون بخش بزرگی از "ماموریت‌های نظامی برای اخطار کنترل هوافضا" در آمریکا توسط گارد ملی هوایی به وسیله جت‌های جنگنده مک‌دانل داگلاس اف-۱۵ ایگل و جنرال داینامیکس اف-۱۶ فایتینگ فالکن انجام می‌شود.
مالکیت هوایی در محدوده بالاتر از مرز هوایی ملی قابل اعمال نیست.